# 1629
1629 (MDCXXIX) a fost un an comun al calendarului gregorian, care a început într-o zi de luni.

## Evenimente
- Se sfârșește domnia lui Gabriel Bethlen în Transilvania (1613-1629).

## Nașteri
- 8 martie: Ioan Căianu, primul autor atestat de muzică cultă din Transilvania (d. 1687)
- 14 aprilie: Christiaan Huygens, matematician, astronom și fizician olandez (d. 1695)
- 23 mai: Wilhelm al VI-lea, Landgraf de Hesse-Kassel (d. 1663)
- 12 august: Isabella Clara de Austria, Ducesă de Mantua și Montferrat (d. 1685)
- 17 august: Ioan III Sobieski, rege al Poloniei (d. 1696)
- 11 octombrie: Armand de Bourbon, Prinț de Conti, frate al Marelui Condé (d. 1666)
- 17 octombrie: Baltasar Carlos de Asturia, regelui Filip al IV-lea al Spaniei (d. 1646)
- 20 noiembrie: Ernest Augustus, Elector de Braunschweig-Lüneburg, tatăl regelui George I al Marii Britanii (d. 1698)
- 20 decembrie: Pieter de Hoogh, pictor din Țările de Jos (d. 1684)

## Decese
- Anastasie Crimca, 69 ani, mitropolit al Moldovei (n. 1560)